# Элевидже
Элевидже́ (перс. علویجه‎) — небольшой город в центральном Иране, в провинции Исфахан. Входит в состав шахрестана Неджефабад. По данным переписи, на 2006 год население составляло 5 692 человека.

## География
Город находится в юго-западной части Исфахана, в гористой местности центрального Загроса, на высоте 1851 метра над уровнем моря.
Элевидже расположен на расстоянии приблизительно 65 километров к северо-западу от Исфахана, административного центра провинции и на расстоянии 285 километра к югу от Тегерана, столицы страны. Ближайший аэропорт расположен в городе Шехре-Корд.